# Municipio de Panindícuaro
El municipio de Panindícuaro es uno de los 113 municipios en que se divide el estado mexicano de Michoacán. Forma parte de la región socioeconómica 2. Bajío del mismo estado.

## Escudo
|  | El escudo Panindícuaro está blasonado así: El fondo azul representa el cielo y las 18 estrellas las 18 comunidades que forman el municipio, en la parte exterior del escudo un sol naciente, símbolo de la leyenda de los hijos del sol. El escudo está dividido en 4 cuarteles. Cuartel superior derecho: una familia, huellas y una casa simbolizando las nueve familias que en el siglo xvii, después de estar congregadas por más de sesenta años en Santiago Conguripo en contra de su voluntad, regresan con sus 21 hijos a defender su pueblo y tierras. Cuartel superior izquierdo: está la silueta de la actual iglesia de la cabecera municipal. Cuartel inferior derecho: representa la agricultura. Cuartel inferior izquierdo: el libro abierto, la paloma y la mano sosteniendo en lo alto un haz de espigas de trigo, simbolizan lo valores. El listón blanco presenta la leyenda «Noble villa de La Reforma, tierra pródiga y hospitalaria», la primera parte fue el título dado a la cabecera municipal. |

## Toponimia e historia
El nombre Panindícuaro es una derivación del vocablo pani, que se traduce como ‘llevar’.
Se estima que la región ya estaba poblada en épocas precolombinas, por su cercanía con el centro ceremonial de Zacapu. Por disposición de la Junta Departamental de Michoacán de julio de 1839, el pueblo quedó integrado al Distrito Norte, dentro del entonces Partido de Zacapu y en 1855 al departamento de Puruándiro.

## Geografía
Se encuentra en la zona norte del estado de Michoacán y ocupa una superficie de algo más de 290 km². Limita al norte con los municipios de Penjamillo, Angamacutiro y Puruándiro; al este con los municipios de Puruándiro y Jiménez; al sur con el municipio de Jiménez, al oeste con los municipios de Jiménez, Zacapu y Penjamillo.
Panindícuaro, cabecera del municipio se encuentra en la ubicación 19°58′59″N 101°45′40″O / 19.98306, -101.76111, a una altitud de 650 m s. n. m.
Predomina la pradera, con nopal, huizache, pastizal, matorrales diversos y vegetación hidrófila. Su fauna la conforman el armadillo, coyote, cacomixtle, tlacuache, venado, y ardilla.
Su relieve forma parte del Eje Neovolcánico y lo constituyen los cerros del Durazno, del Encinal, de Tanguato, del Mecate y de la Cantera.

## Demografía
La población total del municipio de Panindícuaro es de 14 889 habitantes, lo que representa un decrecimiento promedio de -0.77 anual en el período 2010-2020 sobre la base de los 16 064 habitantes registrados en el censo anterior. Al año 2020 la densidad del municipio era de 51,47 hab/km².
| Gráfica de evolución demográfica de Municipio de Panindícuaro entre 2000 y 2020 |
|                                                                                 |
| Fuente: Instituto Nacional de Estadística Geografía e Informática               |

En el año 2010 estaba clasificado como un municipio de grado bajo de vulnerabilidad social, con el 25.62 % de su población en estado de pobreza extrema.
La población del municipio está mayoritariamente alfabetizada (14.13 % de personas analfabetas al año 2010) con un grado de escolarización en torno de los 5 años. Solo el  0.35 % de la población se reconoce como indígena.
El 93.43 % de la población profesa la religión católica. El 4.56 % adhiere a las iglesias protestantes, evangélicas y bíblicas.

### Localidades
En el censo de 2020 el municipio de Panindícuaro contaba con 30 localidades.
| Código INEGI    | Localidad                | Población (2020) |
| --------------- | ------------------------ | ---------------- |
| 160630001       | Panindícuaro             | 5 267            |
| 160630019       | San Miguel Epejan        | 1 258            |
| 160630008       | Curimeo                  | 1 095            |
| 160630012       | La Luz                   | 1 062            |
| 160630024       | El Fresno de la Reforma  | 676              |
| 160630002       | Aguanato                 | 623              |
| 160630009       | Ex-Hacienda de Curimeo   | 544              |
| 160630023       | Urequío                  | 539              |
| 160630022       | J. Trinidad Regalado     | 537              |
| 160630005       | Botello                  | 405              |
| 160630025       | La Piedad Chiquita       | 282              |
| 160630015       | Pomácuaro                | 245              |
| 160630004       | Bella Vista              | 223              |
| 160630017       | Robalcabo                | 220              |
| 160630003       | Los Alvarados            | 211              |
| 160630011       | Irancuátaro              | 209              |
| 160630007       | La Córdoba               | 188              |
| 160630016       | Ranchos de Epejan        | 183              |
| 160630018       | San Diego Amécuaro       | 181              |
| 160630021       | Tanguato                 | 175              |
| 160630038       | La Vinata                | 170              |
| 160630006       | La Cañada                | 153              |
| 160630013       | Ojo de Agua de Señora    | 141              |
| 160630020       | San Vicente              | 125              |
| 160630031       | Estación de Curimeo      | 67               |
| 160630029       | Colonia del Cerro Prieto | 52               |
| 160630014       | Piritzio                 | 40               |
| 160630042       | Los Arreguines           | 8                |
| 160630041       | La Lomita                | 7                |
| 160630028       | La Cofradía              | 3                |
| Total municipal | Total municipal          | 14 889           |

## Educación y salud
En 2010, el municipio contaba con escuelas preescolares, primarias, secundarias y una escuela de educación media (bachillerato). Contaba con 10 unidades destinadas a la atención de la salud, con un total de 16 personas como personal médico. El 45.9 % de la población (5603 personas), no habían completado la educación básica, carencia social conocida como rezago educativo. El 55.3 % (6741 personas) carecían de acceso a servicios de salud.

## Economía
Las principales actividades económica de las localidades más pobladas del municipio son la agricultura, la ganadería y el comercio. Según el número de unidades activas, los sectores más dinámicos son el comercio minorista, la prestación de servicios generales no gubernamentales y en menor medida la elaboración de productos manufacturados.

## Monumentos históricos
En la cabecera municipal:
- Parroquia de San Andrés.
- Capilla del Calvario

En San Miguel:
- Templo de San Miguel.

En Curimeo:
- Parroquia de la Inmaculada Concepción.
- Templo del Señor de la Expiración